# Margny-lès-Compiègne
Margny-lès-Compiègne là một xã thuộc tỉnh Oise trong vùng Hauts-de-France tây bắc nước Pháp. Xã này nằm ở khu vực có độ cao trung bình 35 mét trên mực nước biển.